# Ženklava (železniční zastávka)
Ženklava je železniční zastávka, která se nachází mezi loukami východně od zástavby obce Ženklava v okrese Nový Jičín. Zastávka leží v km 22,151 jednokolejné trati Studénka–Veřovice mezi stanicemi Štramberk a Veřovice.

## Historie
Dne 25. července 1896 byla nedaleko od obce Ženklava zprovozněna lokální dráha Štramberk – Veřovice. Ta však měla pouze svá koncová nádraží ve Štramberku a Veřovicích, zastávka Ženklava byla zřízena až později.

## Popis zastávky

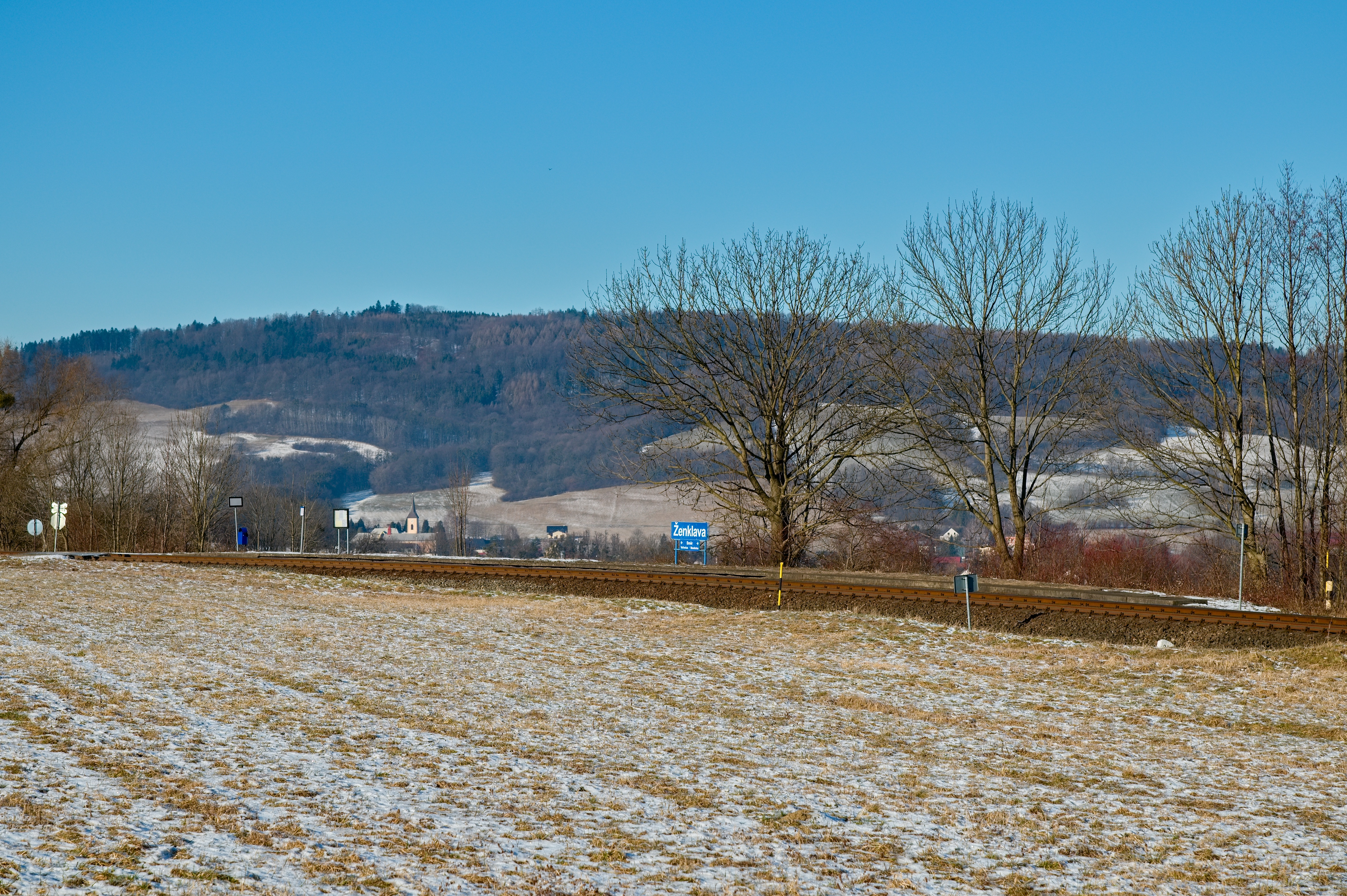
Celkový pohled na zastávku

V zastávce je u traťové koleje zřízeno vnější jednostranné nástupiště o délce 65 m, nástupní hrana je ve výšce 200 mm nad temenem kolejnice. Cestující mají přístup na nástupiště od příjezdové komunikace k zastávce. V zastávce není žádná budova ani přístřešek. Přístup od obce Ženklava je ulicí vedoucí ke hřišti, která pak pokračuje až k zastávce. Paradoxně je z některých částí Ženklavy blíž na nádraží do sousedního Štramberka než na zastávku nesoucí jméno vesnice.

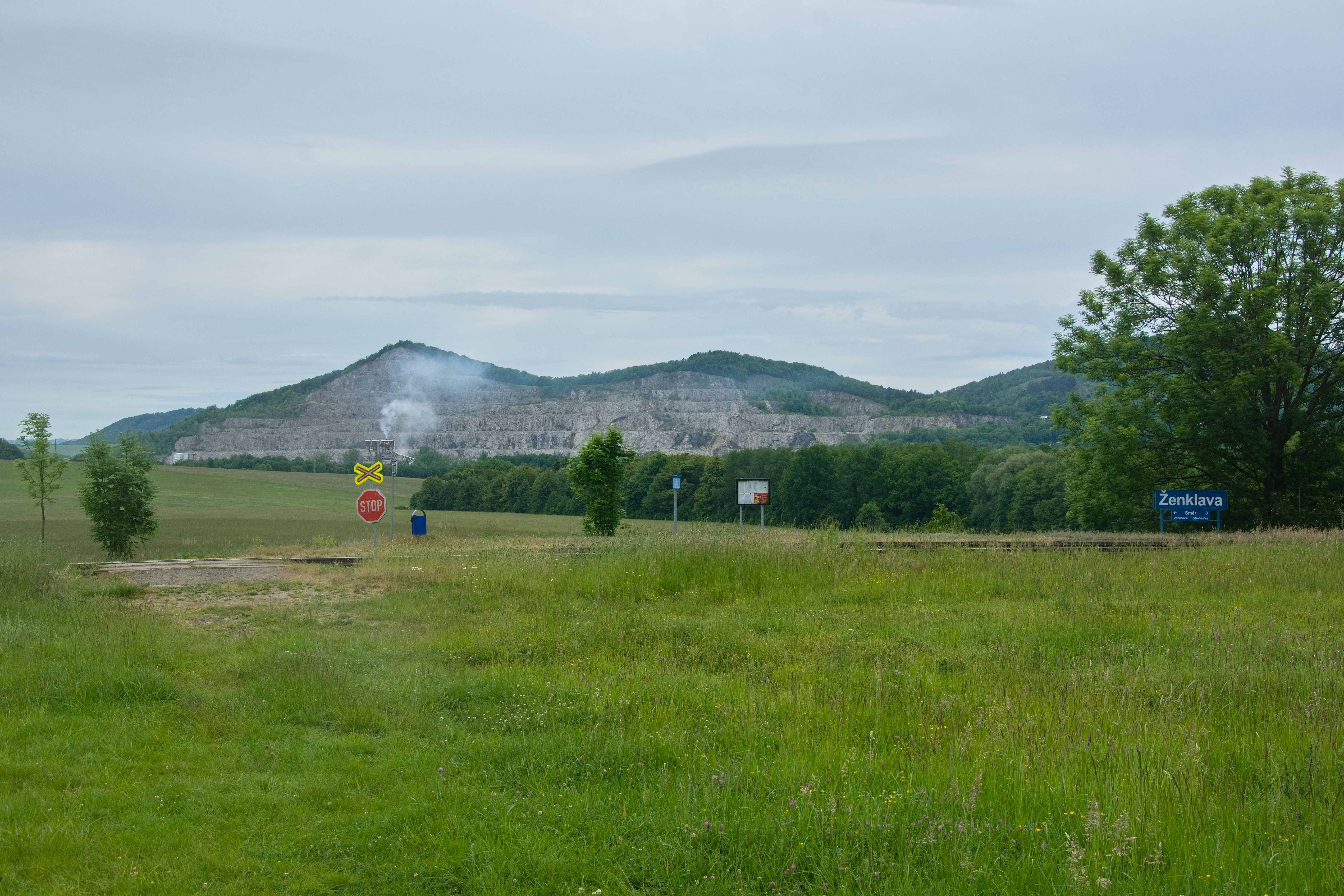
Celkový pohled na zastávku a přejezd, v pozadí lom Kotouč

Bezprostředně u zastávky se v km 22,174 nachází přejezd P7497, který je zabezpečen výstražnými kříži. Na tomto přejezdu trať kříží účelová komunikace mezi Ženklavou a Štramberkem.